# 20 лет и ещё один день…
«20 лет и ещё оди́н день…» — пятый сборник российской хеви-метал группы «Чёрный Обелиск», который вышел на лейбле JetNoise Records 20 августа 2006 года.

## Об альбоме
Данный DVD — юбилейное издание, вышедшее к двадцатилетию группы. На первом диске включены все видеоклипы, снятые коллективом в девяностые годы, ещё при жизни лидера команды, бас-гитариста и вокалиста Анатолия Крупнова, а также выступления «Чёрного Обелиска» в клубе "Вояж" 12 марта 1993 года, на презентации альбома Ещё один день 13 ноября 1992 года, на фестивале «Монстры Рока на руинах империи зла» (видео — любительское) и архивные фотографии. Аудио-диск — оригинальная версия альбома «Стена» (за исключением 8-й темы, кавер-версии сингла «AC/DC» 1980 года «Touch Too Much»), ставшего визитной карточкой группы на долгие годы.
«20 лет и ещё один день…» — это настольная книга для всех ценителей отечественной «тяжёлой» сцены, это память о прошлом для ветеранов хеви-метала, а также азбука для молодых поклонников жанра.

## Список композиций

### DVD
| №  | Название                                           | Длительность |
| -- | -------------------------------------------------- | ------------ |
| 1. | «Полночь» (1988)                                   | 4:44         |
| 2. | «Стена» (1991)                                     | 3:54         |
| 3. | «We got enough» (1991)                             | 4:45         |
| 4. | «Серый святой» (1991)                              | 4:42         |
| 5. | «Ещё один день (День прошёл, а ты всё жив)» (1992) | 5:02         |
| 6. | «Убей их всех!» (1992)                             | 5:10         |
| 7. | «Дорога в никуда» (1992)                           | 5:10         |
| 8. | «Пятая песня» (1994)                               | 4:43         |
| 9. | «Дом жёлтого сна» (1994; re-recorded version)      | 4:41         |

| №   | Название                         | Длительность |
| --- | -------------------------------- | ------------ |
| 1.  | «Я остаюсь»                      |              |
| 2.  | «Дом жёлтого сна»                |              |
| 3.  | «Седьмая песня (Без слов)»       |              |
| 4.  | «Дорога в никуда / импровизация» |              |
| 5.  | «Аве Цезарь»                     |              |
| 6.  | «The mans song»                  |              |
| 7.  | «Пельменная»                     |              |
| 8.  | «Серый святой»                   |              |
| 9.  | «Девятая песня (Про любовь)»     |              |
| 10. | «Игрок»                          |              |
| 11. | «День прошёл, а ты всё жив!»     |              |
| 12. | «Стена / Полночь»                |              |
| 13. | «Чёрный обелиск»                 |              |

- Видеохроника с презентации альбома «Ещё один день» (ноябрь 1992)

| №  | Название          | Длительность |
| -- | ----------------- | ------------ |
| 1. | «Город в огне»    |              |
| 2. | «Дорога в никуда» |              |
| 3. | «Стена»           |              |
| 4. | «Убей их всех»    |              |

### CD
| №  | Название        | Длительность |
| -- | --------------- | ------------ |
| 1. | «Стена»         | 4:27         |
| 2. | «We got enough» | 4:53         |
| 3. | «Серый святой»  | 4:35         |
| 4. | «Аве, Цезарь»   | 4:01         |
| 5. | «Меч»           | 8:09         |
| 6. | «Полночь»       | 5:12         |
| 7. | «Игрок»         | 4:10         |

## Участники записи
- Анатолий Крупнов — вокал, бас-гитара
- Василий Билошицкий — лид-гитара
- Юрий Алексеев — ритм-гитара
- Владимир Ермаков — ударные